# Susan George (cientista política)
Susan George (Akron, 29 de junho de 1934) é uma cientista política, escritora e militante altermundialista franco-americana.

## Biografia
Nascida nos Estados Unidos, Susan George vive há muito tempo na França e obteve a nacionalidade francesa em 1994. 
Depois de estudos de literatura francesa e ciência política no Smith College de Northampton (Massachusetts), instalou-se em Paris, casou-se e teve três filhos. Posteriormente retomou seus estudos e  obteve uma licenciatura em filosofia na Sorbonne, em 1967. Após a publicação do seu primeiro livro, em 1976, inscreveu-se na École des hautes études en sciences sociales onde apresentou sua tese de doutorado em ciência política sobre a transferência do sistema alimentar americano para o resto do mundo, em 1978 .
Atualmente  concentra-se nos vários aspectos da ideologia e da globalização neoliberal.

## Militância
Participou da fundação (Amsterdam, 1974) e atualmente preside o conselho do Transnational Institute, um think tank em rede, integrado por acadêmicos e ativistas de vários países e voltado ao estudo dos impactos da globalização.
Susan George também esteve na coordenação dos movimentos franceses contra o AMI (Acordo Multilateral sobre Investimentos) e pela reforma da Organização Mundial do Comércio. Foi membro do Conselho de Administração do Greenpeace Internacional e do Greenpeace na França, de 1990 a 1995.
Foi uma das fundadoras da Attac em Paris, 1998, e é autora de uma crítica à OMC. Foi vice-presidente da Attac França e membro do conselho, de 1999 à 2006. Em 2008, foi nomeada presidente de honra da organização .